# Andrézieux-Bouthéon Loire Sud Basket
El Andrézieux-Bouthéon Loire Sud Basket, también conocido como ABLS Basket, fue un equipo de baloncesto francés con sede en la ciudad de Andrézieux-Bouthéon, que competía en la NM1, la tercera división de su país. Disputaba sus partidos en el Palais des Sports, con capacidad para 2.730 espectadores.En 2024 se fusionó con el Saint-Chamond Basket, dando lugar al Saint-Chamond Andrézieux-Bouthéon Basket.

## Historia
El club, desde principios de los 90s, estuvo en diferentes divisiones nacionales (de 3ª a 5ª división), incluyendo dos años en la NM1 (1997/98 y 1998/99).
En la temporada 2006-2007, tras fichar cinco nuevos jugadores, el club se proclamó campeón de la NM2 (4ª división del baloncesto francés) y ascendió a la NM1 (3ª división del baloncesto francés).
En la temporada 2007/2008, después de una difícil temporada en la NM1 (fichajes insuficientes que no compensaron la marcha de los anteriores, un entrenador que debutaba en la NM1 como Yann Jolivet; demasiados errores para salvar la categoría), el club descendió a la NM2 para la temporada 2008/2009.
En la temporada 2015/2016, el club acabó 1º de su grupo en la NM2, disputando los play-offs de ascenso a la NM1, donde perdió en semifinales contra el CEP Lorient, pero quedó 3º tras vencer en el partido por el tercer puesto al Union Rennes Basket 35, lo que significó el ascenso a la NM1.
En la temporada 2016/2017, el club hizo una gran temporada en la NM1, clasificándose para los play-offs de ascenso a la Pro B, siendo eliminados en cuartos de final. A final de temporada, el técnico Jérémy Beaufort abandonó el club. Para la temporada 2017/2018 se contrató como entrenador a Romain Tillon, no pudiendo conseguir la clasificación para play-offs, tras quedar 11º en la clasificación.
Durante la temporada 2018/2019 fue despedido Romain Tillon, sustituyéndole Sébastien Cherasse, quien consiguió lograr la permanencia. En la temporada 2019/2020 Sébastien Cherasse continuó como entrenador, finalizando el equipo en 12.ª posición de su grupo.
Laurent Pluvy fue nombrado nuevo entrenador del equipo en junio de 2021, con la ambición de poder lograr el ascenso Pro B. Dejó el club en mayo de 2023, sin haber logrado ese ansiado objetivo. El mejor resultado que consiguió fue llegar a semifinales de play-offs en la temporada 2022-2023. En junio de 2023, Guillaume Quintard fue nombrado nuevo entrenador del equipo.

## Nombres
- Amicale laïque et sportive d’Andrézieux-Bouthéon (1929-2006)
- Association Loire Sport Basket Andrézieux-Bouthéon (2006-2010)
- Union Pontoise-Andrézieux Basket (2010-2015)
- Andrézieux-Bouthéon Loire Sud Basket (2015-2024)

## Trayectoria
| Temporada | Nivel | Liga        | Pos.          | Resultado          | Copa de Francia |
| --------- | ----- | ----------- | ------------- | ------------------ | --------------- |
| 1989-90   | 5     | Nationale 4 | -             | Ascenso            | -               |
| 1990-91   | 4     | Nationale 3 | -             | Descenso           | -               |
| 1991-92   | 5     | Nationale 4 | -             | -                  | -               |
| 1992-93   | -     | -           | -             | -                  | -               |
| 1993-94   | -     | -           | -             | -                  | -               |
| 1994-95   | 4     | Nationale 3 | -             | -                  | -               |
| 1995-96   | 4     | Nationale 3 | -             | Ascensocampeones   | -               |
| 1996-97   | 4     | Nationale 3 | -             | -                  | -               |
| 1997–98   | 3     | Nationale 2 | 7º            | -                  | -               |
| 1998–99   | 3     | Nationale 1 | -             | Descenso           | -               |
| 1999–00   | 4     | Nationale 2 | -             | -                  | -               |
| 2000–01   | 4     | Nationale 2 | -             | -                  | -               |
| 2001–02   | -     | -           | -             | -                  | -               |
| 2002–03   | 5     | NM3         | -             | -                  | -               |
| 2003–04   | 5     | NM3         | -             | Ascenso            | -               |
| 2004–05   | 4     | NM2         | -             | -                  | -               |
| 2005–06   | 4     | NM2         | -             | -                  | -               |
| 2006–07   | 4     | NM2         | 1º            | Ascensocampeones   | -               |
| 2007–08   | 3     | NM1         | 16º           | Descenso           | -               |
| 2008–09   | 4     | NM2         | 4º            | -                  | -               |
| 2009–10   | 4     | NM2         | 4º            | -                  | -               |
| 2010–11   | 4     | NM2         | 6º            | -                  | -               |
| 2011–12   | 4     | NM2         | 3º            | -                  | -               |
| 2012–13   | 4     | NM2         | 5º            | -                  | -               |
| 2013–14   | 4     | NM2         | 11º           | -                  | -               |
| 2014–15   | 4     | NM2         | 9º            | -                  | -               |
| 2015–16   | 4     | NM2         | 1º            | Ascensosemifinales | -               |
| 2016–17   | 3     | NM1         | 8º            | Cuartos de final   | 32avos de final |
| 2017–18   | 3     | NM1         | 11º           | -                  | 64avos de final |
| 2018–19   | 3     | NM1         | 12º (Grupo A) | -                  | 64avos de final |
| 2019-20*  | 3     | NM1         | 7º (Grupo B)  | -                  | 64avos de final |
| 2020-21   | 3     | NM1         | 6º (Grupo B)  | Anulados           | 64avos de final |
| 2021–22   | 3     | NM1         | 6º (Grupo B)  | Octavos de final   | 32avos de final |
| 2022–23   | 3     | NM1         | 6º (Grupo B)  | Semifinales        | 32avos de final |
| 2023-24   | 3     | NM1         | 5º (Grupo B)  | Octavos de final   | 32avos de final |

*La temporada fue cancelada debido a la pandemia del coronavirus.

## Palmarés

### Liga
- NM2

-   -  Campeones (3): 1996, 2007, 2016

### Regional
- Trofeo Copa de Francia

-   -  Subcampeones (1): 2005

## Entrenadores
| - 1995-1998 : Mike Gonsalves - 2006-2008 : Yann Jolivet - 2009-2010 : Yann Jolivet - 2016-2017 : Jérémy Beaufort - 2017-2018 : Romain Tillon |  | - 2018-2019 : Romain Tillon / Sébastien Chérasse - 2019 : Sébastien Chérasse - 2021-2023 : Laurent Pluvy - 2023-2024 : Guillaume Quintard |

## Jugadores destacados
| - Jaraun Burrows (2022-2024) - Dragan Stipanović (2007-2009) - David Ortega (2013-2014) - Perris Blackwell (2016-2017) - Jerrold Brooks (2016-2017) - Brandon Clark (2017-2018) - Steven Green (2020-2021) - Jonathan Mitchell (2017-2018) - Wayne Morris (2006-2007) |  | - Bryson Scott (2019-2020) - Sébastien Chérasse (2006-2008) - Hugo Dumortier (2021-2023) - Tom Foucault (2019-2020) - Rosaire Malonga (2020-2021, 2022-2024) - Pierrick Moukenga (2019-2020) - Elwin Ndjock (2022-2023) - Parfait N'Jiba (2021-2022) - Louis Weber (2022-2024) - Charles Nkaloulou (2018-2019) |  | - Pape Diop (2022-2024) - / Kamel Ammour (2017-2019) - / Roland N'Kembe (2007-2008) - / Matt Williams (2007-2008) - / Cliff Colimon (2019-2020) - / Moustapha Diarra (2021-2024) - / Gide Noël (2020-2021) - / Joel Awich (2021-2022) - / Nemanja Kovanusic (2016-2018) - / Mutlu Demir (2018-2019) |